# Блокиран достъп до Уикипедия от Китай
Блокираният достъп до Уикипедия от Китай  е държавна цензура на Уикипедия наложена от народна република Китай за постоянно на уикипедия на китайски език през юни 2015 г. 
Китай упражнява държавен контрол над информацията в/на Уикипедия заради спора му с островната Република Китай (Тайван).  Феноменът съществува като прецедент още от 3 юни 2004 г. и е по случай 15-годишнината от събитията на площад Тянанмън на 4 юни 1989 г. 